# سيفالوثين
سيفالوثين(بالإنجليزية: Cephalothin)‏ INN وهو /ˌsɛfəˈloʊt[invalid input: 'ɨ']n/ مضاد حيوي من الجيل الأول للسيفالوسبورينات.
 وكان هو المركب الأول تسويقا لمركبات السيفالوسبورينات عام (1964) واستمر استخدامه على نطاق واسع.

## الاستعمال الطبي
علاج الإنتانات الناجمة عن الجراثيم المتحسسة له بما فيها المكورات العقدية الحالة للدم بيتا، وبما فيها إنتانات السبيل التنفسي والجلد والنسج الرخوة والعظام والمفاصل والجهاز الهضمي والسبيل البولي والجهاز التناسلي، كذلك يستخدم لعلاج تجرثم الدم.

## الآليه
يثبط عملية صنع الجدار الخلوي الجرثومي بارتباطه مع واحد أو أكثر من بروتينات الاتحاد مع البنسلين PBPs، الأدمر الذي يؤدي إلى تثبيط نقل الببتيدات الذي يعد الخطوة الأخيرة من عملية تصنيع الغليكوجين الببتيدي الذي بدوره يدخل في تركيب متن الجدار الخلوي الجرثومي. كل ما سبق سيؤدي إلى انحلال واضمحلال الجرثوم تحت تأثير الخمائر الحالة الذاتية التي تتفعل عندئذ دون قيد أو ضابط.

## الحرائك الدوائية
- التوزع: لا يصل إلى السائل الدماغي الشوكي ما لم تكن السحايا ملتهبة، يعبر المشيمة، تظهر كميات ضئيلة منه ضمن حليب الثدي.
- الارتباط البروتيني: 65-80%
- الاستقلاب: يتعرض لإزالة الأكسلة بشكل جزئي في الكبد والكلى.
- العمر النصفي: 30-60 دقيقة.
- يصل تركيزه المصلي لذروته خلال 15دقيقة من حقنه وريدياً، وخلال 30دقيقة من حقنه عضلياً.
- الإطراح: يطرح حوالي 50-75% من الجرعة في البول غير متبدل.
- الحمل : ينتمي لأدوية المجموعة B.
- مضادات الاستطباب : فرط الحساسية له ولأحد السيفالوسبورينات.[6]
- تحذيرات

1. قد يسبب استخدامه الطويل ظهور انتانات متراكبة (انتهازية).
2. يوجد نسبة منخفضة من فرط الحساسية المتصالبة بينه وبين البنسلينات.
3. يجب تعديل جرعته عند المريض المصاب باضطراب الوظيفة الكلوية.

## التأثيرات الجانبية
- تحدث بنسبة 1-10%:
- هضمية: غثيان، إقياء، إسهال. عسر الهضم، التهاب القولون الغشائي الكاذب .

- تحدث بنسبة تقل عن 1%:
- جلدية: طفح جلدي بقعي وحمامى حطاطي.
- دموية: نزف، قلة الصفيحات.
- موضعية: ألم وجسوء عند موضع الحقن.[7]

## الجرعة
- الأطفال: يعطى حقن عضلي أو وريدي بجرعة 75-125ملغ/كغ/يوم تقسم على 4-6دفعالت، الجرعة القصوى 10غ/24ساعة.
- البالغين: يعطى حقن عضلي أو وريدي بجرعة 500ملغ إلى 2غ كل 4-6ساعات.
- تعدل الفواصل بين الجرعات عند مريض القصور الكلوي على الشكل التالي:

1. تصفية الكرياتينين 10-50مل/د: يعطى بفواصل 6-8 ساعات.
2. تصفية الكرياتينين أقل من10مل/د: يعطى بفواصل 12 ساعة.

زيادة الجرعة والتسمم
- اختلاجات وفرط حساسية وتفعل عصبي عضلي.
- العلاج داعم وأعراضي، قد تفيد الديلزة الدموية بإزالة الدواء من الدم.

## التداخلات المخبرية
- يؤدي لإيجابية كاذبة اختبار كومبس المباشر.
- يؤدي لإيجابية كاذبة بتحري الغلكوز في البول بطريقة Clinitest أو باستخدام محلول Benedict's.
- يؤدي استخدامه لارتفاع كاذب في تركيز الكرياتينين عند قياسه بطريقة Jaffe.
- يجب عدم مزجه مع أحد الأمينوغلكوزيدات في قارورة واحدة.
- كل 1غ يحوي 2.8مل من الصوديوم.

## المستحضرات الصيدلانية
- محلول ممزوج مع ديكستروز 5% مجمد ومعد للتسريب الوريدي: 1غ (50مل)، 2غ (50مل).
- بودرة محلول معدة للحقن: 1غ، 2غ، 20غ.

## المراقبة
- يجب جمع عينات للزرع والتحسس قبل إعطاء الجرعة الأولى.
- يجب مراقبة علامات وأعراض التأق عند إعطاء الجرعة الأولى.

## الثبات
1. يبقى محلوله المعد للاستخدام ثابت لمدة 12-24 ساعة بدرجة حرارة الغرفة ولمدة 96ساعة عند حفظه في البراد.
2. يبقى محلوله الممزوج مع محلول سالين الفزيولوجي أو ديكستروز 5% المعد للتسريب الوريدي ثابت لمدة 24ساعة بدرجة حرارة الغرفة ولمدة 96ساعة عند حفظه في البراد ولمدة 12أسبوع فيما لو جمد.
3. يبقى محلوله المدفأ (بعد أن كان مجمد) ثابت لمدة 24ساعة بدرجة حرارة الغرفة ولمدة 96ساعة عند حفظه في البراد.